# Gyllennacka

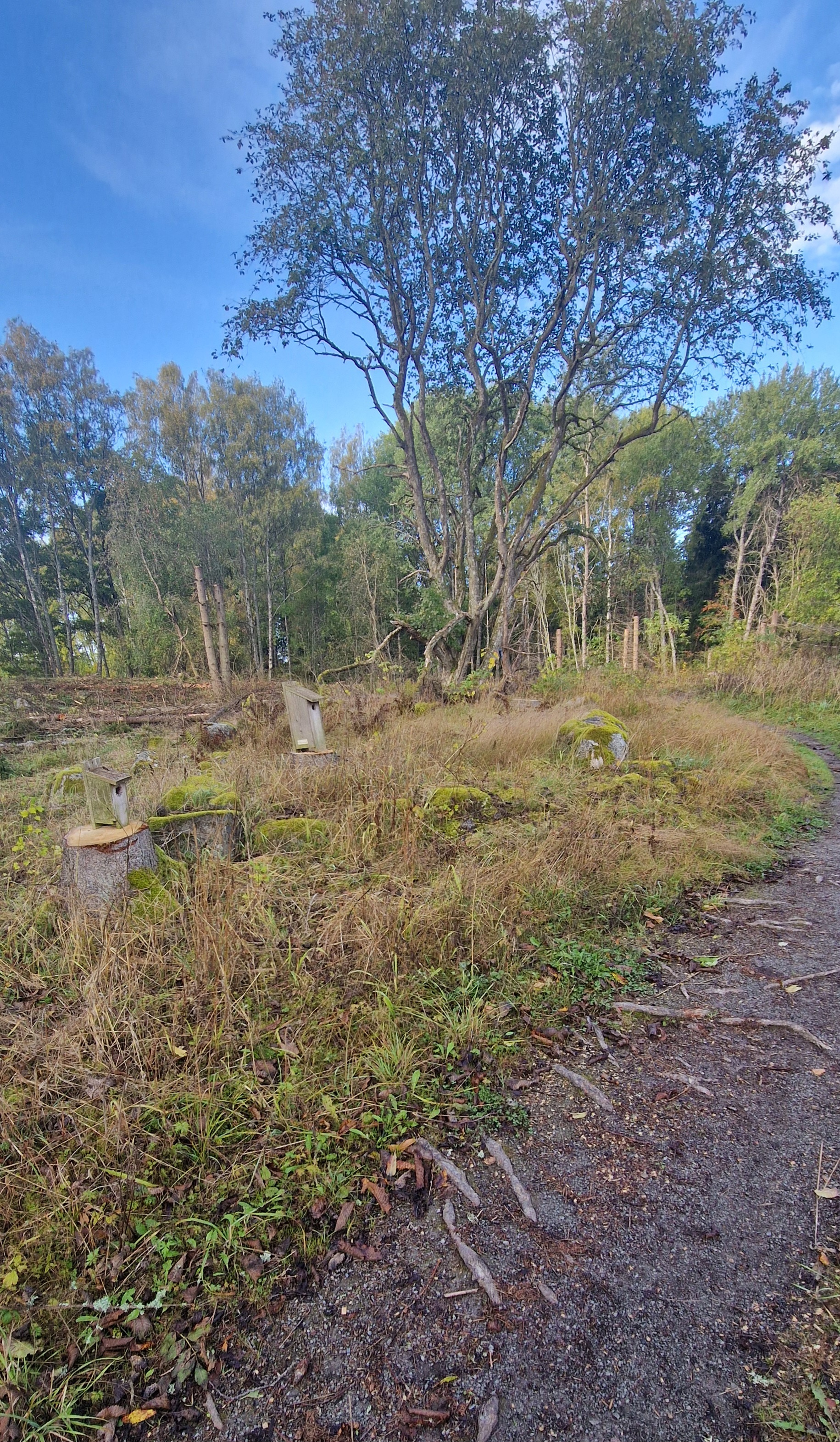
Grund efter bostadshus vid Gyllennacka.

Gyllennacka är ett nu försvunnet torp eller gård i Nikolai socken i Nyköpings kommun. Torpgrunden ligger idag i Janstorpsskogens naturreservat.
Gyllennacka omtalas i dokument första gången 1378 Torkel Haraldsson (Gren) bytte bort ett torpställe i Gyllennacka ("thorpastadhin Gyllennakka") till Bo Jonsson (Grip), tillsammans med ett antal andra gårdar i Nikolai socken. 1498 tilldömdes Lars Birgersson (Siöblad) en äng i Gyllennacka. Abraham Eriksson (Gyllenstierna) ärvde 1500 en rad gårdar i Södermanland bland annat Gyllennacka från sin mor Kristina Karlsdotter (Bonde), men bytte 1505 bort all jorden här mot jord i Skåne och Halland med sin bror Erik Eriksson (Gyllenstierna) den yngres änka Anna Karlsdotter (Vinstorpaätten). Gyllennacka räntar då 12 penningar årligen, och bör redan räknats som fullsutten gård. Bytet verkar dock inte genomförts, då Abraham Erikssons änka Elsa Poulsdotter Laxmand 1546 bytte bort Gyllennacka och övriga gårdar i Södermanland mot Knabstrup i Danmark till Birger Nilsson (Grip) och ett flertal av hans nära släktingar. Under 1500-talet upptas Gyllennacka i jordeböckerna som ett mantal frälse, och tillhörde då Johan Åkesson (Natt och Dag).
År 1642 inrättades Arnö och Gyllennacka kom då att läggas under godset, och kom att läggas under utgården Flättna. Jordetalet kom under 1700-talet att ifrågasättas och var 1737 nedsatt till halvt mantal, gården reducerades senare till ett torp. De sista byggnaderna på platsen revs i början av 1900-talet.